# Flecken (Ort)
Der Flecken ist eine Bezeichnung für eine nicht sehr große, aber lokal bedeutende Ansiedlung. Vor allem in Norddeutschland wurde damit eine Minderstadt bezeichnet; heute gibt es in mehreren deutschen Ländern Orte, die sich offiziell Flecken nennen. In der Schweiz und in den Niederlanden hat der Begriff hingegen nur noch historische Bedeutung.

## Zum Begriff
Ein Flecken bildet für die umliegenden Dörfer einen Mittelpunkt und nimmt zentralörtliche Funktionen wahr. Dazu verfügt er üblicherweise über einzelne städtische Privilegien wie das Marktrecht (Marktflecken). Die Entsprechung heißt Marktgemeinde bzw. Markt in Österreich und Süddeutschland, městys in Tschechien. In lateinisch verfassten Dokumenten des Mittelalters wurden derartige Orte als oppidum bezeichnet. Während in Mitteleuropa ein Flecken oder Markt eindeutig geringeren Ranges ist als eine Stadt, ist das bei Minderstädten in der Tradition nordeuropäischer Länder nicht so eindeutig, köping in Schweden, købstad in Dänemark.

## Deutschland

### Niedersachsen
In der Provinz Hannover waren Flecken bis 1885 teilweise Sitz eines königlichen Amtes.
49 Gemeinden Niedersachsens führen den Titel „Flecken“, der größte ist Langwedel (Weser) mit etwa 14.500 Einwohnern. Der kleinste Flecken ist Wiedensahl mit etwa 1.000 Einwohnern. Andere Flecken wurden zu Städten erhoben. So führte etwa die Stadt Bad Iburg im Landkreis Osnabrück (Niedersachsen) bis 1959 die Bezeichnung Flecken.

### Sachsen-Anhalt
In Sachsen-Anhalt führen die Gemeinden Apenburg-Winterfeld und Diesdorf, der Ortsteil Calvörde der Gemeinde Calvörde und der Ortsteil Weferlingen der Stadt Oebisfelde-Weferlingen diese Bezeichnung.

### Hessen
Flecken in Hessen sind die Marktflecken Frielendorf, Hartenrod, Mengerskirchen, Merenberg, Weilmünster und Villmar. Die Bezeichnung „Marktflecken“ wird hier als amtliche Zusatzbezeichnung zum Gemeindenamen durch das Hessische Ministerium des Innern verliehen.

### Ehemalige Flecken in Schleswig-Holstein
Beim Übergang vom dänischen Gesamtstaat an Preußen und Österreich im Jahr 1864 gab es in der Provinz Schleswig-Holstein noch insgesamt 25 Flecken. Diese wurden danach Zug um Zug zu Städten erhoben oder kamen 1920 zu Dänemark (siehe: Volksabstimmung in Schleswig). Als letzter Flecken wurde Arnis im Jahre 1934 zur Stadt erhoben; seitdem gibt es auf dem Gebiet des heutigen Landes Schleswig-Holstein keine Flecken mehr. Die nordschleswigschen Flecken Hoyer, Lügumkloster, Christiansfeld, Augustenburg und Norburg behielten diesen Status noch bis zur dänischen Verwaltungsreform von 1970, danach wurden sie in die neuen Großkommunen einbezogen.

### Bayern
Ein Ortsteil der Stadt Immenstadt im Allgäu trägt seit jeher den Namen Flecken. Auch die Stadt Immenstadt wurde 1643 von Martin Zeiller noch fälschlich als „grosser Marktflecken“ beschrieben.
In der Regel werden in Bayern jedoch Orte dieser Art als „Markt“ bezeichnet.

### Baden-Württemberg
In Württemberg wird im übertragenen Sinn oft der Ortskern als „Flecken“ bezeichnet. Der schwäbische Ausdruck „en dr Flegga ganga“ bedeutet sinngemäß „ins Zentrum gehen“, wobei das nur bei kleineren Orten angewandt wird. Es gibt bzw. gab in Baden-Württemberg, ebenso wie in Bayern, Orte mit Marktrecht, die keine Städte waren - so zum Beispiel Großrinderfeld und Wenkheim im Main-Tauber-Kreis.

### Weitere deutsche Länder
Nicht amtlich wird der Begriff Flecken auch verwendet in:
- Nordrhein-Westfalen, z. B. Bösingfeld oder Freudenberg. Bei letztgenannter Gemeinde meist in Zusammenhang mit „Alter Flecken“, der Altstadt.
- Rheinland-Pfalz, z. B. Katzenelnbogen
- Brandenburg, z. B. Flecken Zechlin. In Brandenburg verzeichnet das Städtebuch Brandenburg (2000, S. LIII–LXII) insgesamt 52 „ehemalige Städte, Städtchen und Flecken“.
- Sachsen: Bevor Rodewisch 1924 das Stadtrecht erhielt, war das damals größte Dorf Sachsens ein großer Marktflecken. Auch Gottesberg war als Flecken bekannt.

## Schweiz
In der Schweiz werden oder wurden insbesondere im voralpinen und alpinen Raum gelegene Orte Flecken genannt, da hier zwar der Prozess der mittelalterlichen Stadtgründung Halt machte, solche Orte aber dennoch zentralörtliche Aufgaben annahmen. Beispiele hierfür sind Altdorf, Appenzell, Herisau, Langnau im Emmental und Schwyz. Aber auch einige Orte im Mittelland und am Hochrhein wie Bad Zurzach, Beromünster, Elgg und Rothenburg gelten oder galten als Flecken; in einigen Fällen handelt es sich hierbei um Ortschaften, die das ihnen verliehene Stadtrecht nicht über eine längere Zeit aufrechtzuerhalten vermochten.
Etliche Schweizer Flecken nahmen ab dem 13. Jahrhundert zunehmend die Stellung eines Hauptorts des sie umgebenden ländlichen Gebiets ein, und deren Bürgerschaft entwickelte teilweise ein städtisches Selbstbewusstsein.